# Patofysiologi
Patofysiologi är läran om sjukdomsmekanismer, om hur funktionen i olika fysiologiska system påverkas av sjukdom och kan påverkas av olika behandlingar.

Många principer inom patofysiologi ligger till grund för diagnostiska metoder som används inom bland annat klinisk fysiologi.